# Ney, Ohio
Ney là một làng thuộc quận Defiance, tiểu bang Ohio, Hoa Kỳ. Năm 2010, dân số của làng này là 354 người.

## Dân số
- Dân số năm 2000: 364 người.
- Dân số năm 2010: 354 người.